# 中村次雄
中村 次雄（なかむら つぎお）は、日本のインダストリアルデザイナー。積水化学工業デザインセンター長、千葉工業大学教授を務めた。

## 人物・略歴
1932年（昭和7年）、京城生れ。
1955年（昭和30年）、東京芸術大学工芸科図案卒業。同年積水化学工業入社。主としてプラスチック家庭用品、家具、住宅設備、建材、ユニット住宅などの製品開発とデザインに従事した。積水化学工業理事・デザインセンター所長を経て、千葉工業大学工業デザイン学科教授を務めた。日本インダストリアルデザイナー協会会員、日本デザイン学会会員。
1957年（昭和32年）・1958年（昭和33年）、JETRO産業デザイン研究員として米国アートセンター・カレッジ・オブ・デザイン（en:Art Center College of Design）に留学。1969年（昭和44年)、JETROデザイン研究員としてヨーロッパへ派遣。「巻尺」グッドデザインロングライフ特別賞、およびユネスコ優秀デザイン選定。「フィッシュボーンベンチ」SACA第９回国際展最高賞受賞。発明協会表彰４回。1983年（昭和58年）、「プラスチックの材料を通じて、その材料とデザインの発展に寄与した業績」に対し第10回国井喜太郎産業工芸賞受賞。
2004年（平成16年）、自身がデザインした物を含め、プラスチックエ業デザインの関連資料、およそ560点を松戸市立博物館に寄贈した。

## 著書
- 『プラスチックの接合・解体・再生ノート』 日刊工業新聞社 2001.12[5]
- 『プラスチックデザインノート』 日刊工業新聞社 1983.9[6]

### 共著
- 『やさしいプラスチック成形品の加飾 : 最新の加飾技術とその応用』 日本合成樹脂技術協会 監修 ; 中村次雄, 大関幸威 著 三光出版社 1998.11
- 『初歩から学ぶプラスチック : 選ぶ・つくる・使う』	中村次雄, 佐藤功 共著 工業調査会 1995.2
- 『選ぶ・造る・使う : 新時代のプラスチック』 伊保内賢, 中村次雄 共著	工業調査会 1979.8